# Doyle Brunson
Doyle "Texas Dolly" Brunson, född 10 augusti 1933 i Longworth i Fisher County, Texas, död 14 maj 2023 i Las Vegas, Nevada, var en amerikansk pokerspelare.
Brunson hade över 50 år av professionell erfarenhet. Han blev världsmästare i poker två gånger och författade ett flertal pokerböcker.

## Pokerkarriär
Innan Brunson började spela poker professionellt var han en lovande löpare och basketspelare, men en knäskada satte stopp för hans basketkarriär. Efter skadan började han spela mer poker och kunde på så sätt finansiera sina studier. Efter examen insåg han att han tjänade mer på att spela poker än på ett vanligt jobb och började därför spela poker professionellt. Tillsammans med en rad andra pokerspelare, bland annat Amarillo Slim och Sailor Roberts, började han åka runt i Texas på jakt efter pokerspel. Han gifte sig 1962 och 1973 flyttade han med sin fru och sina barn till Las Vegas.
Brunson var den första spelaren att vinna över $1 miljon i en pokerturnering. Tillsammans med Johnny Chan delar han meriten att ha vunnit sammanlagt tio World Series of Poker (WSOP)-armband. Han överträffas i detta sammanhang endast av Phil Hellmuth som nu har 16 armband. Brunson är också en av de fyra som vunnit WSOP:s Main Event, som räknas som världsmästerskapet i poker, två år i rad, 1976 och 1977. Båda gångerna vann han sista given med Ten-Deuce (en tia och en tvåa). Handen har därför döpts till "Doyle Brunson". Även handen äss-dam har smeknamnet "Doyle Brunson" på grund av att han väldigt sällan spelade den handen.
Doyle Brunson skrev boken Super/System (ursprungligen How I Made $1 Million on Playing Poker) som av många professionella pokerspelare anses vara den bästa pokerhandboken och därtill ofta kallas för pokerns Bibel. En uppföljare till boken kom år 2004 - Super System II. Internetpokersajten Doyle's Room är uppkallad efter honom.
Fram till 2014 uppgick Brunsons sammanlagda turneringsvinster till över $6 100 000. Förutom turneringar spelade han också cashgames. Han spelade regelbundet i "The Big Game" i "Bobby's Room" på Bellagio, där det spelas poker för några av de högsta insatserna i världen, och medverkade flera gånger i TV-programmet High Stakes Poker. Hans son, Todd Brunson, är också en framgångsrik pokerspelare.
Brunson blev bekännande kristen efter att ha studerat kristen litteratur efter att han drabbats av en depression i samband med sin dotters död.

## WSOP-armband
| År   | Turnering                                                      | Pris (USD) |
| ---- | -------------------------------------------------------------- | ---------- |
| 1976 | $10 000 No Limit Hold'em World Championship                    | $230 000   |
| 1977 | $5 000 Deuce to Seven Draw                                     | $80 250    |
| 1977 | $10 000 No Limit Hold'em World Championship                    | $340 000   |
| 1977 | $1 000 Seven-Card Stud Split                                   | $62 500    |
| 1978 | $5 000 Seven-Card Stud                                         | $68 000    |
| 1979 | $600 Mixed Doubles (tillsammans med Starla Brodie)             | $4 500     |
| 1991 | $2 500 No Limit Hold'em                                        | $208 000   |
| 1998 | $1 500 Seven-Card Razz                                         | $93 000    |
| 2003 | $2 000 H.O.R.S.E.                                              | $84 080    |
| 2005 | $5 000 No Limit Shorthanded Texas Hold'em (6 spelare per bord) | $367 800   |

## Böcker
- Doyle Brunson's Super System: A Course in Power Poker, 1979
  - Doyle Brunson's Super System II, 2004
- Poker Wisdom of a Champion, 2003 (tidigare According to Doyle vid publicering 1984)
- Online Poker: Your Guide to Playing Online Poker Safely & Winning Money, 2005
- My 50 Most Memorable Hands, 2007
- According to Doyle, 2007
- The Godfather of Poker, 2009